# Kroky Františka Janečka
Kroky Františka Janečka, původně jen Kroky, byla v 80. letech populární hudební skupina. Pod vedením Františka Janečka dosáhla úspěchu v lednu 1987, kdy v rámci "ročníku 1986" obsadila 3. místo v hudebních skupinách ve Zlatém slavíkovi.

## Diskografie
Skupina vydala přes 10 alb. Dále vydali mnoho výběrových disků hlavně v letech 2000–2006. V Česku a na Slovensku se jich prodalo přes deset miliónů kusů.[zdroj?]
- 1982 – Nenapovídej
- 1984 – Non stop
- 1985 – To se oslaví
- 1984 – Rodinná show
- 1985 – Hodina slovenčiny, Schoolparty
- 1986 – Je to senzace